# Телескоп Гейла
Телескоп Хейла (англ. Hale Telescope) — це 200-дюймовий (5,1 м) телескоп рефлектор із діафрагмою f/3,3 в Паломарській обсерваторії в окрузі Сан-Дієго, Каліфорнія, США, названий на честь астронома Джорджа Еллері Хейла. Завдяки фінансуванню Фонду Рокфеллера в 1928 році він керував плануванням, проектуванням і будівництвом обсерваторії, але, оскільки проект тривав 20 років, він не дожив до її введення в експлуатацію. Хейл був новаторським для свого часу, маючи вдвічі більший діаметр, ніж другий за величиною телескоп, і започаткував багато нових технологій у конструкції кріплень для телескопів, а також у проектуванні та виготовленні свого великого дзеркала Pyrex із низьким коефіцієнтом теплового розширення з алюмінієвим покриттям у формі стільників. Завершений в 1949 році і досі активно використовується.
Телескоп Хейла являв собою технологічну межу в створенні великих оптичних телескопів протягом понад 30 років. Це був найбільший телескоп у світі з моменту побудови в 1949 році до побудови радянського БТА-6 у 1976 році, і другий за величиною до побудови обсерваторії Кека на Гаваях у 1993 році.